# M-BOX
M-BOX ist eine einfach zu bedienende Archivierungs- und Dokumentenverwaltungssoftware. Neben klassischer Bildverwaltung kann M-BOX auch Dokumente und spezielle Objekte (Audios, Videos, reine Informationen) verwalten. Durch die große Flexibilität von M-BOX kommt sie sowohl in Museen und Archiven als auch in Firmen zur Verwaltung großer Datenmengen zum Einsatz. Einsatzgebiet: Österreich, Deutschland.

## Entwicklung
1988, in den Anfängen der PC-Ära wurde M-BOX als Ein-Personen-Unternehmen von Rudolf Wiener gegründet. Damals hieß die Software noch Bilder-Box und lief unter MS-DOS.
1995 – das Programm hieß inzwischen Media-Box – wurde eine völlig neue Version für Windows 95 programmiert und erhielt den heutigen Namen M-BOX.
Heute ist M-BOX ein großes System und umfasst neben der Software auch Online-Services (M-BOX online) und Dienstleistungen.